# 12760 Maxwell
12760 Maxwell è un asteroide della fascia principale. Scoperto nel 1993, presenta un'orbita caratterizzata da un semiasse maggiore pari a 3,0485271 UA e da un'eccentricità di 0,1017297, inclinata di 9,88867° rispetto all'eclittica.